# Pelicaria vermis
Pelicaria vermis är en snäckart. Pelicaria vermis ingår i släktet Pelicaria och familjen Struthiolariidae.

## Underarter
Arten delas in i följande underarter:
- P. v. bradleyi
- P. v. flemingi
- P. v. grahami
- P. v. powelli
- P. v. vermis

## Bildgalleri

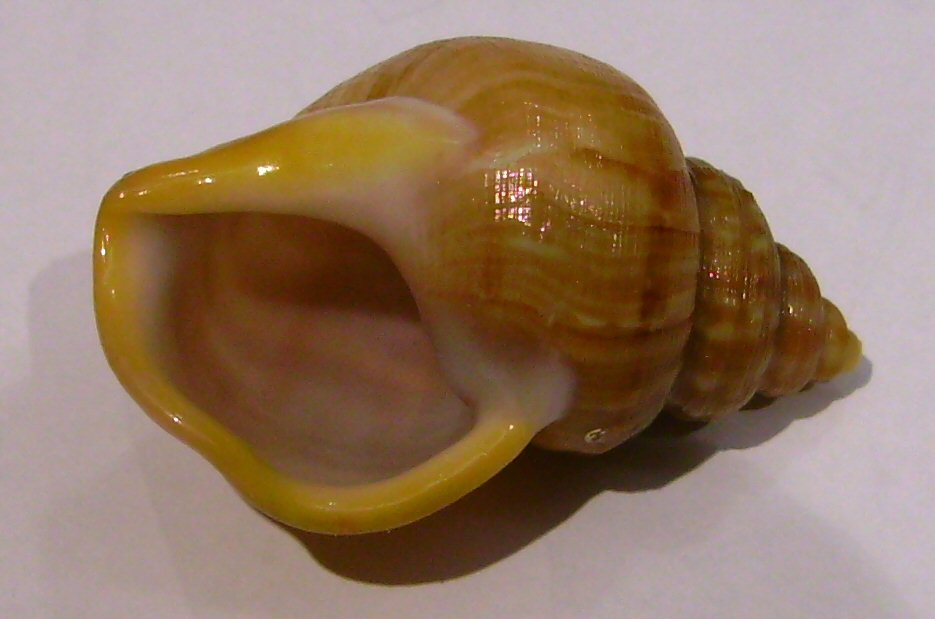